# Bartolomeo Bosco
Bartolomeo Bosco (Bartholomaeus de Bosco, 3. ledna 1793 Turín – 7. března 1863 Drážďany) byl italský iluzionista, jeden z nejvýznamnějších „salonních kouzelníků“ 19. století.

## Život a dílo

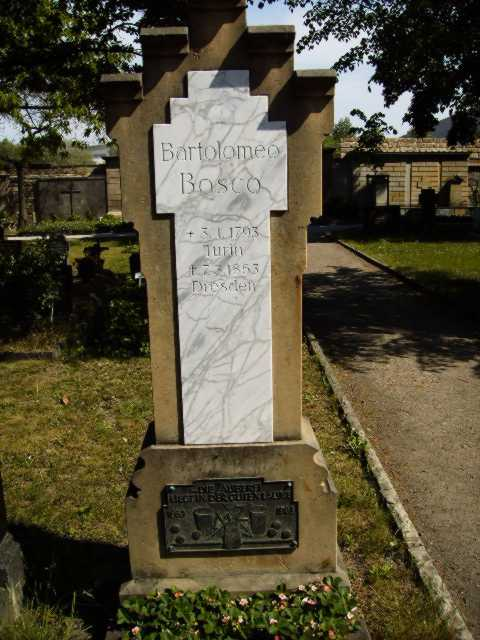
Hrob v Drážďanech

Jeho rodiči byli Matteo Bosco a Cecilia Bosco, rozená Cerore. Bartolomeo vyrůstal v Turíně. Studoval medicínu, přerušil však studia, aby se jako voják zúčastnil Napoleonova ruského tažení. Roku 1812 padl v bitvě u Borodina do ruského zajetí. V roce 1814 se dostal na svobodu a po krátkém období obnoveného studia medicíny v Turíně začala jeho kariéra iluzionisty. Bosco cestoval jako kouzelník po celé Evropě a Orientu, v letech 1828 a 1845 zavítal i do Prahy. K jeho známým trikům patřily „skořápky“, chycení vystřelené kulky či zaměňování hlav živých holubů. O proslulosti tohoto iluzionisty svědčí kniha Les Aventures de Bartolomeo Bosco de Turin, professeur de prestidigitation, publikovaná v roce 1851. Bartolomeo Bosco je pohřben na Starém katolickém hřbitově v Drážďanech.

## Zajímavost
Po kouzelníkovi byl pojmenován jeden z prvních fotografických automatů Bosco, který si nechal patentovat 16. července 1890 hamburský vynálezce Conrad Bernitt.